# Achter 't Hout
Achter 't Hout est un hameau néerlandais de la commune d'Aa en Hunze, situé dans la province de Drenthe.